# Lars Werdelin
Lars Werdelin (1955) és un paleontòleg suec. Es doctorà per la Universitat d'Estocolm el 1981. Treballa pel Museu Suec d'Història Natural, on la seva tasca de recerca se centra en els vertebrats. Un altre tema d'interès seu és la interacció evolutiva dels carnívors i els hominins a Àfrica. Des del 2014 és redactor del Journal of Vertebrate Paleontology. El mateix any esdevingué membre estranger de la Societat Científica de Finlàndia.